# English Football Hall of Fame
In der English Football Hall of Fame des nationalen Fußballmuseums in Manchester werden außergewöhnliche Leistungen von Fußballspielern geehrt, die in England aktiv waren. Jedes Jahr im Oktober werden neue Spieler in der Ruhmeshalle verewigt. Neben männlichen und weiblichen Fußballspielern werden auch Trainer aufgenommen.

## 2002

### Fußballspieler
- Gordon Banks
- George Best
- Éric Cantona
- John Charles
- Sir Bobby Charlton
- William „Dixie“ Dean
- Kenny Dalglish
- Peter Doherty
- Duncan Edwards
- Sir Tom Finney
- Paul Gascoigne
- Jimmy Greaves
- Johnny Haynes
- Kevin Keegan
- Denis Law
- Nat Lofthouse
- Dave Mackay
- Sir Stanley Matthews
- Bobby Moore
- Bryan Robson
- Peter Shilton
- Billy Wright
- Steven Gerrard

### Fußballspielerinnen
- Lily Parr

### Trainer
- Sir Matt Busby
- Brian Clough
- Sir Alex Ferguson
- Bob Paisley
- Sir Alf Ramsey
- Bill Shankly

## 2003

### Fußballspieler
- Alan Ball
- Danny Blanchflower
- Pat Jennings
- Tommy Lawton
- Gary Lineker
- Stan Mortensen
- Peter Schmeichel
- Arthur Wharton

### Fußballspielerinnen
- Hope Powell

### Trainer
- Herbert Chapman
- Stan Cullis
- Bill Nicholson
- Sir Bobby Robson

## 2004

### Fußballspieler
- Tony Adams
- Billy Bremner
- Viv Anderson
- Sir Geoff Hurst
- Roy Keane
- Wilf Mannion
- Alan Shearer

### Fußballspielerinnen
- Sue Lopez

### Trainer
- Dario Gradi
- Don Revie

## 2005

### Fußballspieler
- John Barnes
- Colin Bell
- Jack Charlton
- Ryan Giggs
- Alex James
- Bert Trautmann
- Ian Wright

### Fußballspielerinnen
- Debbie Bampton

### Trainer
- Howard Kendall
- Walter Winterbottom

## 2006

### Fußballspieler
- Liam Brady
- Alan Hansen
- Roger Hunt
- Jackie Milburn
- Martin Peters
- Ian Rush
- Gianfranco Zola

### Fußballspielerinnen
- Gillian Coultard

### Trainer
- Ron Greenwood
- Arsène Wenger

## 2007

### Fußballspieler
- Peter Beardsley
- Dennis Bergkamp
- Glenn Hoddle
- Mark Hughes
- Billy Meredith
- Graeme Souness
- Nobby Stiles

### Football Foundation Community Champion
- Niall Quinn

### FA Football For All Award
- Stephen Daley

### Fußballspielerinnen
- Karen Walker
- Joan Whalley

### Trainer
- Terry Venables

## 2008

### Fußballspieler
- Paul Scholes
- Jimmy Armfield
- David Beckham
- Steve Bloomer
- Thierry Henry
- Emlyn Hughes
- Ray Wilson

### Football Foundation Community Champion
- Peter Beardsley

### FA Football For All Award
- Steve Johnson

### Fußballspielerinnen
- Pauline Cope

### Trainer
- Bertie Mee

### European Hall of Fame 2008
Aufgrund der zunehmenden Bedeutung der englischen Hall of Fame wurden 2008 erstmals die Leistungen außerhalb der einheimischen Fußballs gewürdigt, folgende Spezialpreise auf europäischer Ebene eingeführt und anlässlich der Feierlichkeiten in der Kulturhauptstadt Liverpool verliehen:

#### Fußballspieler
- George Best
- John Charles
- Sir Bobby Charlton
- Kenny Dalglish
- Kevin Keegan

#### Trainer
- Sir Matt Busby
- Brian Clough
- Sir Alex Ferguson
- Bob Paisley
- Sir Bobby Robson

#### Mannschaften
- Manchester United im Jahr 1968
- FC Liverpool im Jahr 1978

#### All-time Great European Footballer
- Michel Platini

## 2009

### Fußballspieler
- Osvaldo Ardiles
- Cliff Bastin
- Sir Trevor Brooking
- George Cohen
- Frank McLintock
- Len Shackleton
- Teddy Sheringham
- Frank Swift

### Football Foundation Community Champion
- Robbie Earle

### FA Football For All Award
- Ronnie Watson

### Fußballspielerinnen
- Marieanne Spacey

### Trainer
- Malcolm Allison
- Joe Mercer

### Mannschaften
- Aston Villa in den 1890ern
- Aston Villa im Jahr 1982
- Manchester City zwischen 1968 und 1970
- Die „Busby Babes“ von Manchester United

## 2010

### Fußballspieler
- Charlie Buchan
- Ian Callaghan
- Ray Clemence
- Johnny Giles
- Francis Lee
- Stuart Pearce
- Sir Alf Ramsey
- Clem Stephenson

### Football Foundation Community Champion
- Graham Taylor

### FA Football For All Award
- George Ferguson

### Fußballspielerinnen
- Brenda Sempare

### Trainer
- Harry Catterick
- Kenny Dalglish

### Mannschaften
- Fußball-Weltmeister von 1966

### Preis für das Lebenswerk
- Jimmy Hill